# Evgueni Chapochnikov
Pour les articles homonymes, voir Chapochnikov.
Evgueni Ivanovitch Chapochnikov (russe : Евгений Иванович Шапошников), né le 3 février 1942 dans l'oblast de Rostov en Union soviétique et mort le 8 décembre 2020 à Moscou en Russie, est un chef militaire et homme d'affaires soviétique puis russe. Promu maréchal de l'aviation en 1991, il est le dernier ministre de la Défense de l'Union soviétique.

## Jeunesse
Chapochnikov naît dans une ferme près d'Aksaï dans l'oblast de Rostov, en URSS. Il est diplômé de l'école supérieure d'aviation militaire de Kharkov en 1963 et de l'académie de l'armée de l'air « Gagarine » en 1969.

## Carrière militaire
Chapochnikov rejoint l'armée de l'air soviétique au cours duquel il gravit rapidement les échelons. En 1987-1989, il est commandant de l'armée de l'air du groupe des forces soviétiques en Allemagne. En juillet 1990, il est nommé commandant en chef de l'armée de l'air soviétique.

## Carrière politique

### Union soviétique
D'août 1991 à février 1992, Chapochnikov occupe le poste de ministre de la Défense de l'Union soviétique. Il reconnait l'accord de Minsk sur la fin de l'existence de l'URSS immédiatement après sa signature le 8 décembre 1991. Le 21 décembre 1991, simultanément à l'adhésion de 8 républiques à la Communauté des États indépendants (toutes, à l'exception de la Géorgie et des républiques baltes qui avaient précédemment quitté l'URSS), un protocole est signé sur l'attribution du commandement temporaire des forces armées de l'URSS à Chapochnikov. Vers la fin de janvier 1992, le ministère de la Défense de l'URSS dissous est appelé de facto « commandement principal des forces armées de la CEI ». Dans le décret du président russe du 4 janvier 1992, le maréchal Chapochnikov est mentionné comme chef du ministère de la Défense de l'ex-URSS.

### Communauté des États indépendants/fédération de Russie
Ce n'est que le 14 février 1992 que le Conseil des chefs d'État de la CEI nomme officiellement Chapochnikov commandant en chef des forces armées conjointes de la CEI et seulement le 20 mars de la même année, sur la base du ministère de la Défense de l'URSS, le commandement général des forces armées conjointes de la CEI est officiellement créé,.
Entre juin et septembre 1993, Chapochnikov occupe le poste de secrétaire du Conseil de sécurité de la fédération de Russie.

## Carrière commerciale
En janvier 1994, Chapochnikov devient un représentant du président de la fédération de Russie dans la principale société d'exportation d'armes Rosoboronexport. De novembre 1995 à mars 1997, il est PDG de la compagnie aérienne Aeroflot. Depuis mars 1997, il est conseiller du président de la fédération de Russie sur les questions de l'aviation et de l'exploration spatiale.

## Décès
Chapochnikov décède du Covid-19 le 8 décembre 2020 à Moscou, alors que la pandémie fait rage dans le pays. Il est enterré au cimetière Troïekourovskoïe le 11 décembre.